# Anhanguera (Goiás)
Anhanguera, amtlich portugiesisch Município de Anhanguera, deutsch Alter Teufel, ist die kleinste der Gemeinden im Bundesstaat Goiás in der brasilianischen Region Mittelwesten. Die Bevölkerungszahl wurde 2020 auf 1160 Einwohner geschätzt, die anhanguerinos genannt werden und auf einer Gemeindefläche von rund 55,8 km² leben.

## Toponymie
Anhanguera, früher in der Schreibweise Anhangüera, stammt aus den Tupí-Sprachen mit den Silben anhanga (Teufel), ûera (alt) und dem Suffix -a und bedeutet Alter Teufel. Dies war der Beiname des Bandeirante Bartolomeu Bueno da Silva, der Namensgeber wurde.

## Geographie
Die Entfernung zur Hauptstadt Goiânia beträgt 295 km Wegstrecke. Umliegende Orte sind Cumari und Araguari in Minas Gerais, zu dem es eine Binnenlandgrenze hat.
Das Biom ist der brasilianische Cerrado. Der Ort liegt auf eine Höhe von 532 Metern über Normalnull. Die Gemeinde hat tropisches Klima, Aw nach der Klimaklassifikation nach Köppen und Geiger. Die Durchschnittstemperatur ist 23,9 °C. Die durchschnittliche Niederschlagsmenge liegt bei 1352 mm im Jahr. Der Südsommer verzeichnet deutlich mehr Niederschläge als der Südwinter.
Von 1989 bis 2017 war sie Teil der Mikroregion Catalão in der Mesoregion Süd-Goiás.

## Geschichte
Die neuzeitliche Erschließung begann mit der Errichtung einer Bahnstation Anhanguera der Estrada de Ferro Goiás. Am 11. Februar 1948 wurde der Distrito de Anhanguera im Munizip Cumari gegründet, fünf Jahre später am 5. November 1953 durch das staatliche Gesetz Nr. 857 zur eigenständigen Stadt mit Selbstverwaltungsrecht herhoben und aus Cumari ausgegliedert.
Die Gemeinde liegt im Einzugsbereich des Emborcação-Stausees.

## Bevölkerungsentwicklung
Die Bevölkerungsdichte betrug 2010 rechnerisch fast 18 Einwohner pro km², die Bevölkerung konzentriert sich auf den als urban bebaut geltenden Hauptort. 2010 waren rund 21 % der Bevölkerung Kinder und Jugendliche bis 15 Jahre.
| Jahr | Einwohner | Stadt | Land |
| --- | --------- | ----- | ---- |
| 1991 | 0869      | 789   | 80   |
| 2000 | 0895      | 840   | 55   |
| 2010 | 1.020     | 955   | 65   |
| 2020 | 1.160     | ?     | ?    |
| Hier fehlt eine Grafik, die leider im Moment aus technischen Gründen nicht angezeigt werden kann. Wir arbeiten daran! |           |       |      |

Quelle: